# Населённые пункты Новгородской области
Новгородская область включает следующие населённые пункты:
- 21 городской населённый пункт (в списках выделены оранжевым цветом) на 2020 год, в том числе:
  - 10 городов
  - 11 посёлков городского типа (рабочих посёлков);
- 3728 сельских населённых пунктов (по переписи населения 2010 года).

В списках населённые пункты Новгородской области распределены по административно-территориальным единицам в рамках административно-территориального устройства области: 3 городам областного значения и 21 району.
В рамках организации местного самоуправления (муниципального устройства) населённые пункты Новосибирской области входят в муниципальные образования верхнего уровня: 1 городской округ (Великий Новгород), 4 муниципальных округа и 17 муниципальных районов (в состав последних также входят 2 города областного значения Боровичи и Старая Русса).
Численность населения сельских населённых пунктов приведена по данным переписи населения 2010 года, численность населения городских населённых пунктов (посёлков городского типа (рабочих посёлков) и городов) — по данным переписи по состоянию на 1 октября 2021 года.

## Города областного значения
| № | Населённый пункт | Тип   | Население |
| - | ---------------- | ----- | --------- |
| 1 | Великий Новгород | город | 224 286   |
| 2 | Боровичи         | город | 46 325    |
| 3 | Старая Русса     | город | 27 487    |

## Районы
О населённых пунктах в составе районов Новгородской области см.:
Населённые пункты Новгородской области в районах (от А до Л);
Населённые пункты Новгородской области в районах (от М до Р);
Населённые пункты Новгородской области в районах (от С до Я).